# Will (Fernsehserie)
Will ist eine US-amerikanische Historienserie von Craig Pearce. Unter Berücksichtigung der bekannten historischen Ereignisse, zeichnet sie eine moderne Interpretation von der fiktiven Jugend des berühmten Dramatikers William Shakespeare (dargestellt von Laurie Davidson) in seinen Zwanzigern im London der Renaissance. Die Erstausstrahlung der zehnteiligen Serie fand vom 10. Juli bis zum 4. September 2017 beim Kabelsender TNT statt. Im deutschsprachigen Raum zeigte TNT Serie die Serie vom 11. Juli bis zum 5. September 2017.

## Handlung
Der junge William Shakespeare, verheiratet mit der Bauerntochter Anne Hathaway und dreifacher Vater, macht sich von Stratford-upon-Avon nach London auf, um seiner Berufung als Schauspieler und Autor zu folgen. In London angekommen sucht Shakespeare das Theater The Theatre von James Burbage auf, das sich zu dieser Zeit in einer kreativen Krise befindet.
Shakespeare kann Burbage und die restliche Besetzung, darunter auch Richard Burbage, von seinem Talent mit einem Stück überzeugen, das bei seiner Aufführung auch das Publikum begeistert. Währenddessen verliebt er sich in Burbages Tochter Alice.

## Produktion
Ursprünglich bei HBO vorgesehen, sollte die Serie 2013 bei Pivot zu dessen Senderstart anlaufen. Im Mai 2016 gab TNT dem Projekt grünes Licht und gab eine zehnteilige erste Staffel für eine Ausstrahlung im Jahr 2017 in Auftrag. Die Idee zur Serie hatte Craig Pearce, der zuvor mit Baz Luhrmann das Drehbuch zu Der große Gatsby verfasst hatte. Für die Hauptrolle wurde der britische Newcomer Laurie Davidson engagiert.
Die weiteren Hauptrollen wurden mit Olivia DeJonge als Alice Burbage, Ewen Bremner als Richard Topcliffe, Mattias Inwood als Richard Burbage, Jamie Campbell Bower als Christopher Marlowe, William Houston als Kemp, Lukas Rolfe als Presto, Max Bennett als Robert Southwell und Colm Meaney als James Burbage besetzt.
Anfang September 2017 gab TNT die Einstellung der Serie nach einer Staffel bekannt.

## Besetzung und Synchronisation
Die deutsche Synchronisation entsteht nach Dialogbüchern von Marina Rehm und unter der Dialogregie von Dominik Auer durch die Synchronfirma Neue Tonfilm in München.
| Rollenname          | Schauspieler         | Synchronsprecher   |
| ------------------- | -------------------- | ------------------ |
| William Shakespeare | Laurie Davidson      | Patrick Roche      |
| Alice Burbage       | Olivia DeJonge       | Maresa Sedlmeir    |
| Richard Topcliffe   | Ewen Bremner         | Jakob Riedl        |
| Richard Burbage     | Mattias Inwood       | Benedikt Gutjan    |
| Christopher Marlowe | Jamie Campbell Bower | Tim Schwarzmaier   |
| Kemp                | William Houston      | Kai Taschner       |
| Presto              | Lukas Rolfe          |                    |
| Robert Southwell    | Max Bennett          |                    |
| James Burbage       | Colm Meaney          | Hans-Georg Panczak |
| Susanna Shakespeare | Phoebe Austen        |                    |

## Episodenliste
| Nr. | Deutscher Titel                              | Originaltitel                   | Erstausstrahlung USA | Deutschsprachige Erstausstrahlung (D) | Regie              | Drehbuch                                                        |
| --- | -------------------------------------------- | ------------------------------- | -------------------- | ------------------------------------- | ------------------ | --------------------------------------------------------------- |
| 1   | Das Schauspiel sei die Schlinge              | The Play’s The Thing            | 10. Juli 2017        | 11. Juli 2017                         | Shekhar Kapur      | Craig Pearce                                                    |
| 2   | Der Feige stirbt schon vielmal, eh er stirbt | Cowards Die Many Times          | 10. Juli 2017        | 11. Juli 2017                         | Shekhar Kapur      | Craig Pearce                                                    |
| 3   | Die zwei Herren                              | The Two Gentlemen               | 17. Juli 2017        | 18. Juli 2017                         | Shekhar Kapur      | Craig Pearce & Jacquelin Perske Idee: Louise Fox & Craig Pearce |
| 4   | Schöne Neue Welt                             | Brave New World                 | 24. Juli 2017        | 25. Juli 2017                         | Elliott Lester     | Cat Jones                                                       |
| 5   | Die Einigung, die treue Herzen bindet        | The Marriage of True Minds      | 31. Juli 2017        | 1. Aug. 2017                          | Elliott Lester     | Craig Pearce & Jacquelin Perske                                 |
| 6   | Etwas Böses kommt hierher                    | Something Wicked This Way Comes | 7. Aug. 2017         | 8. Aug. 2017                          | Magnus Martens     | Corinne Marrinan                                                |
| 7   | Was für Träume kommen mögen                  | What Dreams May Come            | 14. Aug. 2017        | 15. Aug. 2017                         | Magnus Martens     | Sarah Byrd                                                      |
| 8   | Eure beiden Häuser                           | Your Houses                     | 21. Aug. 2017        | 22. Aug. 2017                         | Jonathan Teplitzky | Mark Steilen                                                    |
| 9   | Wo ich Teufel bin                            | Play the Devil                  | 28. Aug. 2017        | 29. Aug. 2017                         | Jonathan Teplitzky | David Rambo                                                     |
| 10  | Einst, holder Engel                          | Once, Bright Angel              | 4. Sep. 2017         | 5. Sep. 2017                          | Shekhar Kapur      | Craig Pearce                                                    |

## Rezeption
Tim Krüger vom Branchenportal Serienjunkies.de vergleicht die Serie mit anderen „von Privatsendern produzierte Historiendram[en]“, findet Will dabei aber „nicht so anspruchsvoll“, auch wenn sie „einen eigenen Stil und genug Tiefe und Spannung“ habe, um dranzubleiben. Weiter schreibt er „einige modernisierte Aspekte der Interpretation“, die sich „sehr viele künstlerische Freiheiten“ nehme, wie beispielsweise die Musikauswahl, könnten „viele Zuschauer jedoch verständlicherweise schnell abschrecken“.